# Кујунџилук (Мостар)
|                   |                  |
| Почетак           | Стари мост       |
| Дужина            | 60 m             |
| Ширина            | 3-5 m            |
| Створена          | пре 1554. године |
| Названа           | Кујунџилук       |
|                   |                  |
|                   |                  |
| Кујунџилук, 2019. |                  |

Кујунџилук једна је од најстаријих градских улица у Мостару. Протеже се од Старог моста до Мале тепе. To je најстарија зона Мостара позната као стари базар.

## Име улице
Кујунџилук улица потиче још из средине 16. века, тачније пре 1554. године. То је калдрмом постављена улица у којој се данас налазе занатлијски дућани, као и ресторани у традиционалном стилу са понудом традиционалне хране. Ту је настала синтеза домаћих медитеранских и оријенталнох елемената. Протеже се до пијаце која се назива и старим називом тепа.

## Историја
У прошлости Кујунџилук је био стари базар. За време Отоманског царства базар је бројао више од 500 дућана. Био је жила куцавица трговине целе регије. Током времена улица је задржавала своју аутентичност, тако да и данас изгледа као у старим временима. Задржала је и сачувала неке од карактеристичних старих заната као што је ручна обрада бакра и ткање тепиха. 

Уз мост, на левој обали Неретве кујунџије (златари) имали су своје радње, па је по њима овај део града и назван Кујунџилук. Први кујунџија, Хаџи Осман, спомиње се 1631. године. Златари су посебно лепо израђивали споне за појасеве као и украшене женске појасеве (пафте и кабаре). 

Године 1861. Кујунџилук је скоро цео изгорео, а запалио се и врх куле Таре где је била смештена муниција (џебана). На срећу, није дошло до паљења муниције, а причало се да би у том случају цео Мостар отишао у ваздух. После овог догађаја су изместили муницију. Тај пожар је имао велике последице по трговину коју су у то време углавном водили Срби.

## Кујунџилук улицом
Овај најстарији привредни део града је добро очуван. Ту се налазе камене магазе и дућани са ћепенцима.
- Поглед на Кујунџилук од пијаце
- Уметничка галерија
- Традиционални предмети у Кујунџилуку
- Сувенири и накит
- Поглед на Кујунџилук са стране Старог моста

## Суседне улице
- Маршала Тита
- Бајатова
- Мала тепа